# Chevrotin
Chevrotin es un queso francés con AOC desde enero de 2001 y que ha obtenido el reconocimiento como denominación de origen a nivel europeo en virtud del Reglamento (CE) n.º 1.357/2005 de la Comisión, de 18 de agosto de 2005, pese a la oposición de Italia, que consideraba que podía ser genérico. También puede encontrarse escrito como Cheverottin des Aravis o Chevrotin des Aravis. Se trata de un queso elaborado en la región de Ródano-Alpes, departamento de Alta Saboya y de Saboya.

## Historia
Las primeras referencias que se tienen del Chevrotin se remontan al siglo XVIII, si bien la existencia de este queso en Saboya y la Alta Saboya es seguramente muy anterior. Se fabrica en los macizos prealpinos de Chablais, Bauges y Aravis, en los que se encuentran unas circunstancias naturales difíciles: relieve escarpado, clima húmedo, suelo calcáreo con una vegetación específica de las que sólo pueden nutrirse las cabras saboyanas, ya que están tan cómodas como los rebecos en las pendientes abruptas.
Los documentos más pertinentes son los contratos de arrendamiento, en los que el ganadero debía entregar en pago de los pastos arrendados un determinado número de quesos, entre los cuales se cita habitualmente el Chevrotin. Aunque la cabaña caprina no era muy importante, el Chevrotin se fabricaba después del destete del cabrito, es decir, cuando se subía a los pastos de montaña.

## Elaboración

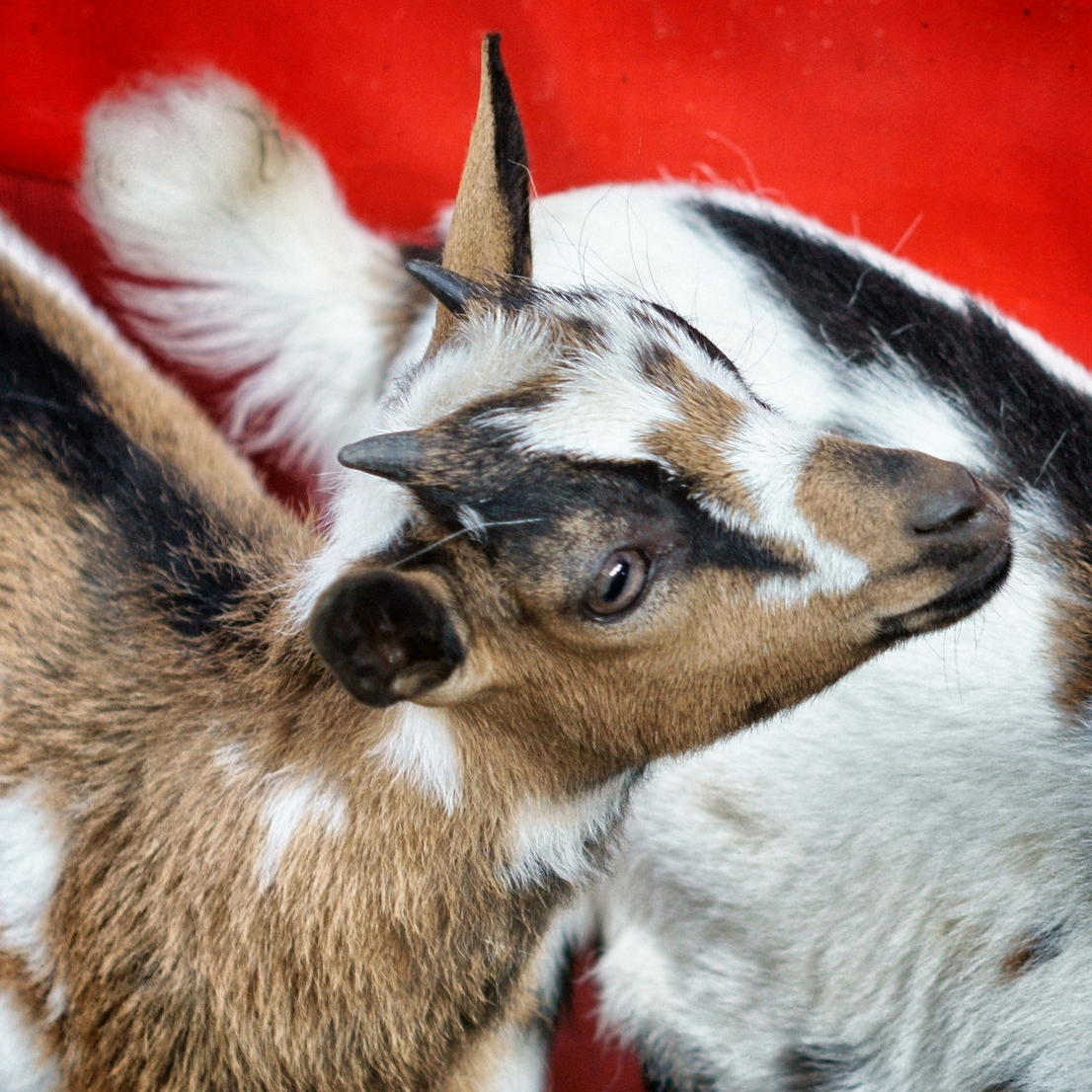
Chevrette en Savoie.

Se hace con leche cruda y entera de cabra de las razas alpina y saanen. Es diferente al chèvre típico del Valle del Loira. Se fabrica de forma similar al reblochon, por lo que se le conoce como el «reblochon de las cabras». Madura a lo largo de un periodo que va entre las 3 y las 6 semanas. Los quesos de la denominación de origen controlada «Chevrotin» se comercializan provistos de una etiqueta individual en la que figura el nombre de la denominación de origen. En la etiqueta de los quesos de esta denominación debe aparecer el logotipo, con las siglas «INAO», la indicación «Denominación de origen controlada» y el nombre de la denominación. El nombre de la denominación de origen controlada debe aparecer en caracteres de una dimensión equivalente al 120 % de cualesquiera otros caracteres que figuren en la etiqueta.

## Características
Tiene un 45 % de materia grasa. Tiene forma de cilindro de entre 3 y 4,5 centímetros de alto y de entre 9 y 12 centímetros de diámetro y pesa entre 250 y 350 gramos. Se comercializa en envases individuales que, entre otras cosas, tienen un falso fondo de madera de abeto. Contiene como mínimo 45 gramos de grasa por cada 100 gramos de queso una vez completada la desecación y cuyo contenido de materia seca no debe ser inferior a 45 gramos por 100 gramos de queso. Es un queso de pasta prensada sin cocer, con corteza lavada, recubierta total o parcialmente al final del período de maduración por una fina espuma blanca compuesta básicamente por geotrichum. La corteza es blanca sonrosada. Tiene una pasta flexible y consistente al gusto sutil.
Su período de degustación óptimo se extiende de mayo a septiembre después de una maduración de 5 semanas, pero es también excelente de abril a noviembre. Marida bien con un vino tinto de Saboya (Mondeuse) o Roussette de Seyssel, Apremont, Abymes. 

## Fuente
- Solicitud de reconocimiento de la DOP (DOCE 31.10.03) y reconocimiento (DOCE 19.08.05) (Art. 13 LPI)

- Datos: Q1071353
- Multimedia: Chevrotin de Savoie / Q1071353